# Jurij Mamaev
Jurij Igorevič Mamaev (in russo Юрий Игоревич Мамаев?; Omsk, 3 febbraio 1984) è un ex calciatore russo, di ruolo centrocampista.

## Carriera

### Club
Ha giocato nella prima divisione dei campionati russo, lettone e lituano. Inoltre, ha giocato 8 partite nei turni preliminari per l'Europa League.

### Nazionale
Ha giocato nella nazionale russa Under-21.